# Vilopriu
Vilopriu est une commune de la province de Gérone, en Catalogne, en Espagne, de la comarque du Baix Empordà.